# Roland Berger Strategy Consultants
Roland Berger Strategy Consultants é uma firma global de consultoria estratégica sediada em Munique, com 51 escritórios em 36 países fundada em 1967.
Atualmente realiza estudos de reestruturação da Eletrobras.
A empresa é liderada no mundo ibero-latino-americano por António Bernardo.